# 互感器
互感器是一種特殊的變壓器，用于將高壓電氣設備與低壓電氣設備隔離開來，也可以將高电压或高电流電路轉換為低電壓以及低電流電路。